# Riho Terras
Riho Terras (ur. 17 kwietnia 1967 w Kohtla-Järve) – estoński wojskowy i polityk, generał, w latach 2011–2018 dowódca Estońskich Sił Obronnych, poseł do Parlamentu Europejskiego IX i X kadencji.

## Życiorys
Urodził się 17 kwietnia 1967 w Kohtla-Järve w Estońskiej SRR. W 1985 ukończył szkołę średnią w Jõhvi, po czym przez trzy lata odbywał służbę w Marynarce Wojennej ZSRR. Pozostał następnie zawodowym wojskowym. Studiował w międzyczasie historię na Uniwersytecie w Tartu, a także uzyskał magisterium z politologii i socjologii na Universität der Bundeswehr. Kształcił się też w różnych uczelniach wojskowych, w tym w Royal College of Defence Studies w Wielkiej Brytanii.
W latach 90. służył w piechocie, w latach 1998–2000 dowodził oddziałem reprezentacyjnym Vahipataljon. W 2000 był szefem sztabu Kaitseliit, estońskiej ochotniczej obrony terytorialnej. W latach 2001–2004 był attaché wojskowym w Niemczech i Polsce. W latach 2005–2008 pracował w sztabie generalnym Estońskich Sił Obronnych, gdzie m.in. kierował wydziałem analiz i planowania, a w 2008 zajmował stanowisko zastępcy szefa sztabu do spraw operacyjnych. W międzyczasie w 2007 był zastępcą szefa sztabu misji NTM-I. W latach 2008–2010 pełnił funkcję stałego sekretarza w resorcie obrony. W 2011 powrócił do sztabu generalnego jako zastępca szefa sztabu do spraw operacyjnych i następnie szef sztabu. Jeszcze w 2011 objął stanowisko dowódcy Estońskich Sił Obronnych, które zajmował do 2018.
Stopniowo awansował w strukturze estońskich sił zbrojnych. W 2011 otrzymał nominację na generała brygady. Awans na najwyższy stopień generalski uzyskał w 2017.
Po odejściu z wojska w 2019 dołączył do centroprawicowej partii Isamaa, stając się jej kandydatem w wyborach europejskich. Uzyskał mandat europosła, jednak jego objęcie zawieszono do czasu brexitu. W PE IX kadencji ostatecznie zasiadł w lutym 2020. W 2023 uzyskał mandat poselski do estońskiego parlamentu (jednak zrezygnował z jego objęcia). W 2024 z powodzeniem ubiegał się o reelekcję w wyborach europejskich.

## Życie prywatne
Mąż dyplomatki Kaili Terras, ojciec polityka Hendrika Johannesa Terrasa.

## Odznaczenia
- Order Krzyża Orła I klasy (2018)[12][13]
- Order Krzyża Orła IV klasy (2005)[12][14]
- Odznaka Zasługi Sił Obrony[12]
- Krzyż Zasługi Sztabu Generalnego Sił Obrony[12]
- Medal Uczestników Międzynarodowych Wojskowych Misji Pokojowych[12]
- Złoty Baltic Defence College Service Cross[12]
- Krzyż Zasługi Ministerstwa Obrony Estonii I klasy (2018)[12][15]
- Krzyż Honorowy Bundeswehry w Złocie (Niemcy, 2010)[12][16]
- Order Westharda I klasy (Łotwa, 2012)[12][17]
- Oficer Legii Honorowej (Francja, 2013)[18]
- Krzyż Wielkiego Oficera Orderu Zasługi Republiki Federalnej Niemiec (Niemcy, 2013)[12]
- Krzyż Komandorski Orderu Zasługi Rzeczypospolitej Polskiej (Polska, 2014)[12][19]
- Krzyż Wielki Orderu Lwa Finlandii (Finlandia, 2014)[12]
- Krzyż Komandorski z Gwiazdą Orderu Zasługi (Norwegia, 2015)[20]
- Medal NATO[12]